# Tunebo
 I Tunebo (o anche U'wa) sono un gruppo etnico della Colombia e del Venezuela, con una popolazione stimata di circa 2500 persone. Parlano la lingua Tunebo, Central (codice ISO 639: TUF).
Vivono sui versanti a nord del Sierra Nevada de Cocuy, nei dipartimenti di Boyacá e di Arauca. Un altro piccolo gruppo è presente in Venezuela.